# Ouémé (reka)
Ouémé (tudi Mewe oz. Weme) je 500 km dolga reka, ki teče po ozemlju Benina.
Reka izvira v Atacorskemu masifu na severozahodu Benina, nato pa teče proti jugu. Njena glavna pritoka sta Okpara (levi breg) in Zou (desni breg), nato pa se reka razdelili v dva kraka; en se izlije v jezero Nokoué, drugi pa v laguno Porto-Novo. 
Reka je pomembna za gospodarstvo Benina; ribe izvažajo v Nigerijo in Togo, vzdolž reke (zahvaljujoč namakanju) gojijo sladki krompir in jam,...